# Kaikoura Ranges
De Kaikoura Ranges zijn twee evenwijdig lopende bergketens in het noordoosten van het Zuidereiland in Nieuw-Zeeland. Ze lopen van het bosreservaat Hanmer Springs in het zuidwesten naar Cape Campbell in het noordoosten. De grens tussen de regio's Marlborough en Canterbury loopt tussen de Inland Kaikoura Range en de Seaward Kaikoura Range. Het zijn de noordoostelijk gelegen uitlopers van de Nieuw-Zeelandse Alpen.